# عصام نعمان
عصام حسين نعمان(مواليد 2 أبريل 1942) هو محام، سياسي، مؤلف، محاضر، وعضو سابق في البرلمان اللبناني، ووزير سابق للاتصالات.

## النشأة والدراسة
ولد عصام نعمان 2 أبريل 1942، في صيدا، لبنان. وحصل على درجة البكالوريوس في الإدارة العامة في عام 1958، وعلى درجة الماجستير في العلوم السياسية عام 1965، وكلاهما من الجامعة الأميركية في بيروت (AUB ). حصل على ليسانس حقوق في عام 1960، وعلى درجة الماجستير في القانون العام في عام 1979، وكلاهما من الجامعة اللبنانية. في عام 1984، وأكمل درجة الدكتوراه في القانون العام من جامعة كولومبيا - سان رافائيل في كاليفورنيا.

## العمل
عمل عصام نعمان كمحامٍ منذ عام 1963. ثم أصبح عضوا في قيادة الحركة الوطنية اللبنانية (1975-1982). بالإضافة إلى كونه محاضرا في كلية الإعلام، الجامعة اللبنانية(1978-1988).

## في السياسة
في عام 1992، انتخب عضوا في مجلس النواب اللبناني، وخسر مقعده في انتخابات العام 1996. شغل منصب وزير الاتصالات في حكومة رئيس الوزراء سليم الحص من عام 1998 إلى عام 2000. وفي عام 2005 أصبح عضوا في «حركة القوة الثالثة».

## مؤلفاته
- رؤيا جديدة للقضية العربية (1974)
- إلى أين يسير لبنان؟(1979)
- العرب والنفط والعالم (1982)
- العرب على مفترق (2001)
- هل يتغير العرب؟ (2003)
- أميركا والإسلام والسلاح النووي